# Caccobius histerinus
Caccobius histerinus är en skalbaggsart som beskrevs av Fahraeus 1857. Caccobius histerinus ingår i släktet Caccobius och familjen bladhorningar. Inga underarter finns listade.